# Anthelia borealis
Anthelia borealis är en korallart som först beskrevs av Johan Koren och Daniel Cornelius Danielssen 1883.  Anthelia borealis ingår i släktet Anthelia och familjen Xeniidae. Inga underarter finns listade i Catalogue of Life.